# Hökerum
Hökerum – miejscowość (tätort) w Szwecji, w regionie administracyjnym (län) Västra Götaland, w gminie Ulricehamn.
Według danych Szwedzkiego Urzędu Statystycznego liczba ludności wyniosła: 642 (31 grudnia 2015), 659 (31 grudnia 2018) i 654 (31 grudnia 2019).